# Carlos Sansores Acevedo
Carlos Adrián Sansores Acevedo (Chetumal, 25 de junio de 1997) es un deportista mexicano que compite en taekwondo.
Ganó tres medallas en el Campeonato Mundial de Taekwondo entre los años 2019 y 2023, y tres medallas en el Campeonato Panamericano de Taekwondo entre los años 2018 y 2022. En los Juegos Panamericanos consiguió dos medallas, en los años 2019 y 2023.

## Palmarés internacional
| Campeonato Mundial      | Campeonato Mundial           | Campeonato Mundial | Campeonato Mundial |
| Año                     | Lugar                        | Medalla            | Categoría          |
| ----------------------- | ---------------------------- | ------------------ | ------------------ |
| 2019                    | Mánchester (Reino Unido)     | Medalla de plata   | +87 kg             |
| 2022                    | Guadalajara (México)         | Medalla de oro     | +87 kg             |
| 2023                    | Bakú (Azerbaiyán)            | Medalla de plata   | +87 kg             |
| Juegos Panamericanos    |                              |                    |                    |
| Año                     | Lugar                        | Medalla            | Categoría          |
| 2019                    | Lima (Perú)                  | Medalla de bronce  | +80 kg             |
| 2023                    | Santiago (Chile)             | Medalla de oro     | +80 kg             |
| Campeonato Panamericano |                              |                    |                    |
| Año                     | Lugar                        | Medalla            | Categoría          |
| 2018                    | Spokane (Estados Unidos)     | Medalla de oro     | +87 kg             |
| 2021                    | Cancún (México)              | Medalla de bronce  | +87 kg             |
| 2022                    | Punta Cana (Rep. Dominicana) | Medalla de oro     | +87 kg             |